# USS
USS是United States Ship，意指「美國船艦」。這縮寫專指美國海軍的現役船艦，例如「鍾雲號」（USS Chung-Hoon）。在啟用典禮前的船隻會被冠上PCU（Pre Commissioning Unit，尚未服役單位），而退役的船隻則不保留USS的稱號。

## 由來
在美國海軍成立時是沒有這項規定的。直到1907年老羅斯福總統在1月8號簽署了行政命令第549號，規定所有美國海軍船隻「在船名前加上United States Ship，或縮寫USS，不可再加上其他字。」（The name of such vessel, preceded by the words, United States Ship, or the letters U.S.S., and by no other words or letters.）

## 引用資料
1. ↑  Lasco, Dominique. .   [2011年6月11日]. （原始内容存档于2012年9月14日）.
2. 1 2  . Naval History & Heritage Command. 29 September 1997  [2009年3月12日]. （原始内容存档于2015年1月3日）.